# Bob Kelly
Robert Kelly, detto Bob (Ashton-in-Makerfield, 16 novembre 1893 – The Fylde, 22 settembre 1969), è stato un calciatore e allenatore di calcio inglese, di ruolo attaccante.

## Carriera

### Club
Giocò sempre per club inglesi.

### Nazionale
Ha vestito la maglia della nazionale inglese due volte tra il 1920 e il 1928, collezionando 14 presenze e 8 reti. Segnò l'unica rete della sua squadra in occasione del celebre incontro Wembley Wizards, dove l'Inghilterra fu sconfitta dalla Nazionale scozzese per 1-5.

## Palmarès

### Club

#### Competizioni nazionali
- Campionato inglese: 1

Burnley: 1920-1921
- Coppa d'Inghilterra: 1

Burnley: 1913-1914

### Allenatore

#### Competizioni nazionali
- Third Division North: 1

Stockport County: 1936-1937
- Campionato portoghese: 1

Sporting CP: 1946-1947